# Cachaco
Este artículo trata del uso del término geo-socioantropológico.
Cachaco es una denominación geo-socioantropológica usada en algunos países de América, especialmente en Colombia. 

## Etimología
En su libro Periódicos literarios y géneros narrativos menores, la escritora Flor María Rodríguez-Arenas cita un texto anónimo de 1830 en el que se esboza con gran precisión el origen del término y sus tintes políticos:

"Antes de la famosa y deplorable rebelión de 1830 (...) llamábase cachaco al que se vestía con desaliño, que era de poca consideración, especialmente si era joven. Pero como en las revueltas de 1830, los jóvenes y en particular los estudiantes, tomaron una parte activa en defensa de las leyes ultrajadas y de la oprimida libertad, los serviles y los monarquistas los denominaron cachacos, por vía del desdén y menosprecio (...). Los serviles para denominar un liberal lo apellidaban cachaco; a los militares jóvenes y liberales los llamaban cachacos. He aquí, pues, que habiendo llegado la voz indígena cachaco ser sinónimo de liberal, nosotros la hemos adoptado de muy buena gana para nuestro papel, y nos hemos honrado, nos honramos y nos honraremos (...) de pertenecer a los cachacos"
Anónimo, El cachaco (1833, 43).

## En Colombia

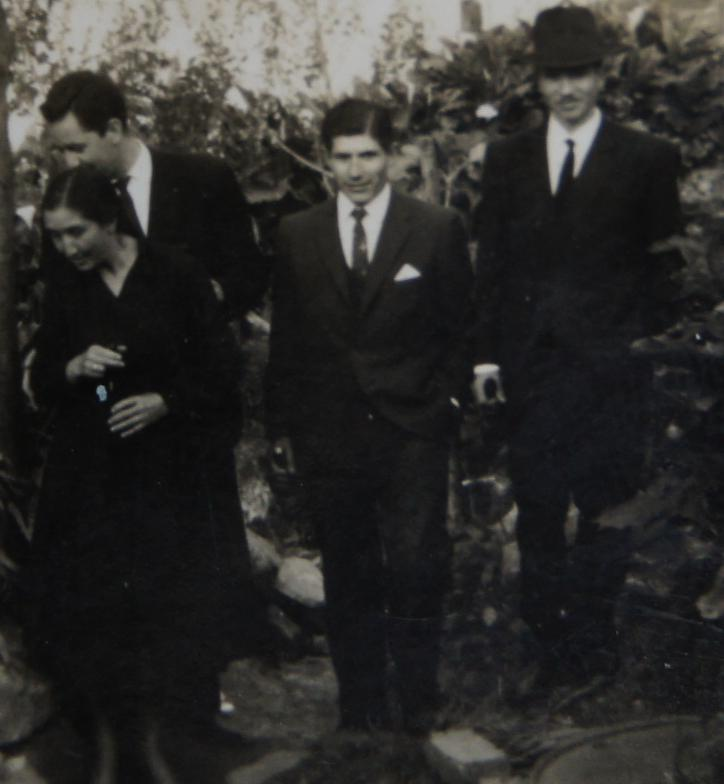
Cachacos en los cerros orientales de Bogotá, años 1950.

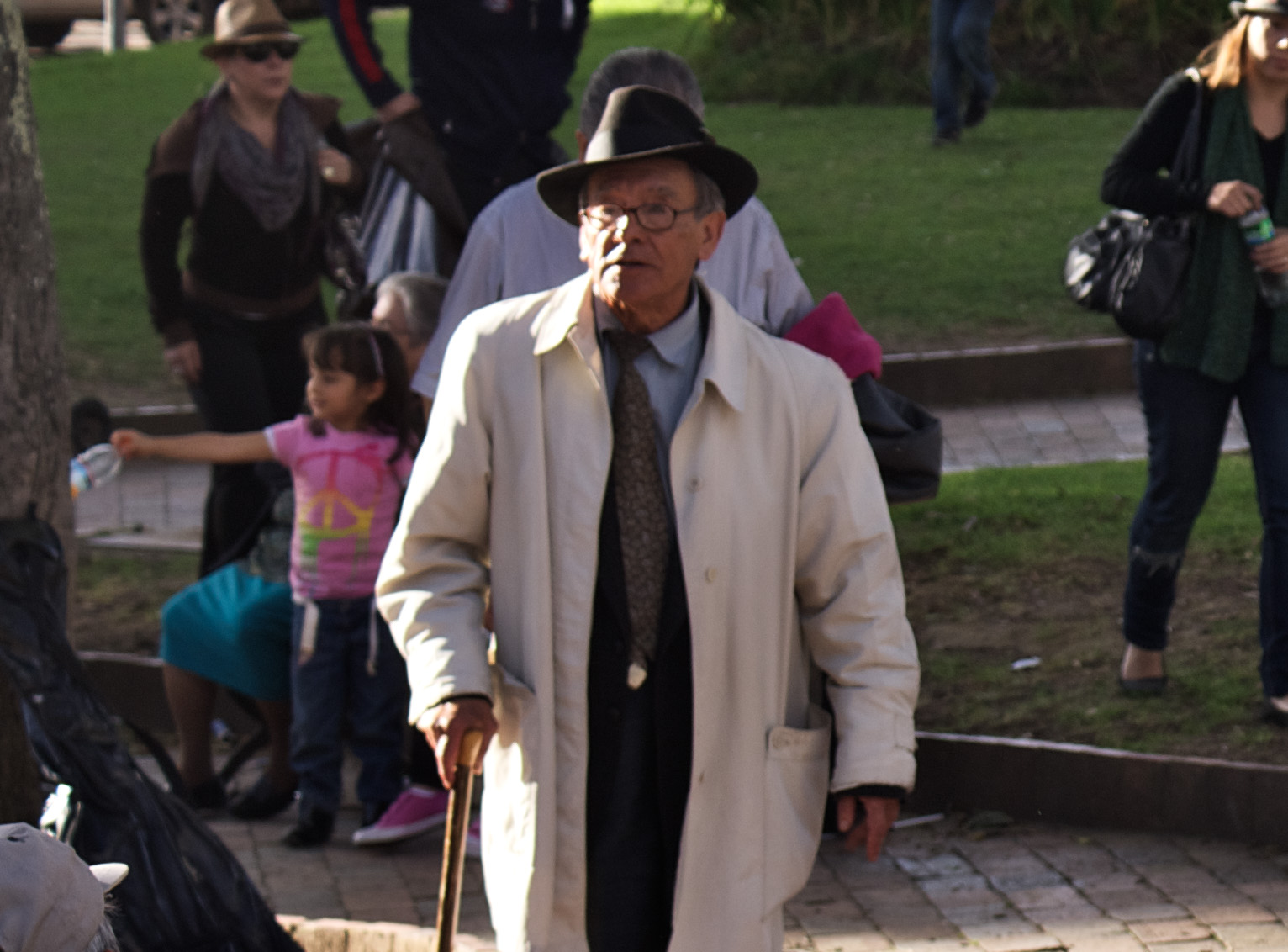
Cachaco típico en la localidad de Usaquén, en Bogotá, 2011.

En Bogotá, el término cachaco es normalmente usado para referirse a una generación de bogotanos nacidos o influenciados por la cultura y la moda de la ciudad durante la primera mitad del siglo XX y que con el trascurso del tiempo se ha ido desvaneciendo de la escena capitalina. Se caracterizaban no solo por su elegancia y rigor al vestir, sino por su dialecto muy a pesar de haber sido una ciudad pequeña y sobre todo de muy difícil acceso durante siglos.
En la Región Caribe de Colombia, el término cachaco se ha utilizado comúnmente para referirse a todas aquellas personas del interior del país, procedentes de ciudades andinas, independientemente de sus condiciones en cuanto a clima o altura, como los Santanderes, el altiplano Cundiboyacense y el Tolima Grande, entre otras.

## En Perú
En el Perú la palabra "Cachaco" es una forma despectiva a los miembros de las fuerzas del orden, sean policías o militares en general. Término que empezaron a usar durante y después de la Guerra grancolombo-peruana contra los cachacos bogotanos, recordemos que Antioquia y demás regiones exceptuando algunas, como Santander, Tolima, Boyacá, no peleaban por Colombia, así que fueron directamente los Bogotanos junto a soldados de la corona quienes pelearon esta guerra.
Según Martha Hildebrandt en su libro "Peruanismos", la palabra sería un quechuismo derivado de los vocablos quechuas "kakchákukk" terrorífico y "kakchákuy" aterrorizarse, debido a la asociación de la imposición del orden público por medio de la fuerza. También se puede agregar que se han registrado las palabras quechuas "kachaku" soldado, mal soldado, policía, y "kachakke" subalterno, ordenanza.

## Cachacos de ficción
- Fernanda del Carpio, en Cien Años de Soledad de Gabriel García Márquez.
- Godofredo Cínico Caspa, de Quac, interpretado por Jaime Garzón, caracterizado por ser un abogado ultraconservador
- Don Cachaquiano, de Ordoñese de la Risa interpretado por José Manuel Ospina, caracterizado por ser un evasor de deudas
- Antonio Andrade, de La costeña y el cachaco, interpretado por Jorge Enrique Abello
- Victorino Umaña Keppel, de Cuando quiero llorar no lloro, uno de los tres victorinos, descendiente de cachacos de clase alta, interpretados por Lucas Cristo, Jesús E. Sandoval y David Guerrero.
- José María Oquendo y Rebolledo, de la comedia Yo y tú, interpretado por Pepe Sánchez
- Andrés Patricio Pardo de Brigard, conocido como "el Doctor Pardito", abogado de la comedia Don Chinche, interpretado por Víctor Hugo Morant
- Saúl Marchetti, de la telenovela Música maestro, interpretado por Carlos de la Fuente